# Antonio Salazar
Antonio Salazar Castillo (nació el 7 de febrero de 1989 en Ciudad Madero, Tamaulipas; falleció el 8 de mayo de 2022 en Tonalá, Jalisco), fue un futbolista mexicano que jugaba en la posición de Delantero. 
El 8 de mayo de 2022, en Tonalá (Jalisco), fue localizado sin vida al interior de un vehículo.  

## Trayectoria
Para la Temporada 2006-2007, fue registrado con Tapatío, cuadro filial de las Chivas Rayadas del Guadalajara en la Primera División A; participó en once encuentros y anotó un gol; fue al equipo Tigrillos Mochis en la Jornada 8 del Clausura 2007.
Debutó en la Primera División de México al ingresar por Héctor Reynoso, el 18 de marzo de 2007, enfrentando al Club América en el Estadio Azteca, en partido correspondiente a la Jornada 11 del Clausura 2007; los Azulcremas vencieron 1-0 a las Chivas. 
Su primer gol en el Máximo Circuito, lo realizó el 26 de abril de 2008, en partido de la Jornada 16 del Clausura 2008, ante el Club Puebla al minuto 83, en un tiro de esquina cobrado por el capitán Ramón Morales tirándose a segundo poste para nada más empujar el balón, a los 23 segundos de haber ingresado de cambio por Omar Bravo; Chivas ganó 4-0. 
En diciembre de 2009, reportó con Jaguares de Chiapas. Con los Naranjas, durante tres torneos, jugó en 35 ocasiones y marcó 7 goles, tres de ellos en la Copa Libertadores 2011; el 6 de abril de 2011, en la Jornada 4 del certamen continental, Jaguares venció 1-0 a Sport Club Internacional (Campeón en la edición 2010), en el césped del Estadio Víctor Manuel Reyna con gol de Salazar. 
Regresó al Club Deportivo Guadalajara, para la Temporada 2011-2012. 
Jugó con Jaguares durante el Apertura 2012. En el 2013 participó en la Liga de Ascenso de México, primero con Altamira Futbol Club y después con los Cañeros de Zacatepec. En el 2014 fue a Costa Rica para jugar con Santos de Guápiles. En junio de 2015 volvió a México tras fichar con Cimarrones de Sonora.

## Clubes
| Club                 | País       | Año           |
| -------------------- | ---------- | ------------- |
| Tapatío (Cárnet)     | México     | 2006-2009     |
| Club Guadalajara     | México     | 2006-2009     |
| Jaguares de Chiapas  | México     | 2010-2011     |
| Club Guadalajara     | México     | 2011-2012     |
| Jaguares de Chiapas  | México     | Apertura 2012 |
| Altamira FC          | México     | Clausura 2013 |
| Zacatepec            | México     | Apertura 2013 |
| Santos de Guápiles   | Costa Rica | 2014          |
| Cimarrones de Sonora | México     | Apertura 2015 |

### Partidos y goles
| Club                 | Partidos | Goles |
| -------------------- | -------- | ----- |
| Tapatío (Cárnet)     | 47       | 3     |
| Club Guadalajara     | 28       | 2     |
| Jaguares de Chiapas  | 40       | 8     |
| Altamira FC          | 17       | 3     |
| Zacatepec            | 15       | 2     |
| Santos de Guápiles   | 26       | 5     |
| Cimarrones de Sonora | 8        | 1     |
| Total                | 181      | 24    |

Incluye: Ascenso, Liga, Liguilla, Copa Mx, InterLiga, Libertadores, Sudamericana y SuperLiga. 

## Selección nacional
Llegó a ser internacional con la Selección Mexicana Sub-20, al integrar el plantel que acudió al Campeonato Sub-20 de la Concacaf de 2009; el director técnico del Tricolor era Juan Carlos Chávez. 
| Competencia                              | Sede              | Resultado      | Partidos | Goles |
| ---------------------------------------- | ----------------- | -------------- | -------- | ----- |
| Campeonato Sub-20 de la Concacaf de 2009 | Trinidad y Tobago | Fase de grupos | 3        | 1     |

## Palmarés

### Campeonato nacional
| Categoría                  | Título        | Club             | País   |
| -------------------------- | ------------- | ---------------- | ------ |
| Primera División de México | Apertura 2006 | Club Guadalajara | México |